# Eva Ingersoll
Eva Ingersoll Brown (estado de Illinois, 22 de septiembre de 1863 - estado de Connecticut, 28 de agosto de 1928) fue una librepensadora estadounidense, activista social y política, feminista, sufragista y fundadora y presidenta de la Child Welfare League of America (‘liga para el bienestar de niños de Estados Unidos’).

## Biografía
Nació en 1863 en Groveland (estado de Illinois), hija mayor de Eva Amelia Parker y Robert G. Ingersoll, célebre abogado y orador reconocido por su defensa del agnosticismo. Eva fue, junto a sus padres y su hermana, Maud Ingersoll, defensora del pensamiento agnóstico.
Cuando la familia se mudó a Washington D. C., Eva recibió educación en música, arte, alemán,francés e italiano. Eva era soprano y, como su padre, disfrutaba de las presentaciones públicas.
Se destacó entre los humanistas de Nueva York por su trabajo social, siendo fundadora y presidenta de la Child Welfare League of America e integrante de la Liga de Consumidores, el Comité Nacional sobre el Trabajo Infantil, la Sociedad de Prevención de la Crueldad contra los Animales (SPCA), la National Association for the Advancement of Colored People (‘asociación nacional para el avance de las personas coloreadas’), la Women’s Trade Union League y otras organizaciones civiles y de beneficencia.
En 1889, se casó con Walston Hill Brown, constructor de carreteras y agnóstico como ella y fue madre de dos hijos que continuaron su legado.
Falleció el 28 de agosto de 1928 a la edad de 64 años.